# 스누피 틀린그림찾기
《스누피 틀린그림찾기》는 위메이드플레이가 만든 한 게임이자 카카오톡을 기반으로 한 모바일 퍼즐 게임이다.
2024년 11월 30일 서비스가 종료되었다.